# Hugo von Kirchbach
Hugo Ewald von Kirchbach, född den 23 maj 1809 i Neumarkt, Nedre Schlesien, död den 6 oktober 1887 i Niesky, var en preussisk greve och general. Han var far till Günther von Kirchbach.
von Kirchbach blev 1859 regementschef och deltog i tysk-danska kriget 1864 som chef för 21:a infanteribrigaden. I spetsen för 10:e divisionen (vid 5:e armékåren, Steinmetz) deltog von Kirchbach i kriget med Österrike 1866. Vid krigsutbrottet 1870 ställdes han i spetsen för 5:e armékåren. Slaget vid Weissenburg den 4 augusti utkämpades huvudsakligen av von Kirchbachs trupper. I slaget vid Wörth, den 6 samma månad, där hans trupper börjat striden, framförde han trots order att undvika allt, som kunde leda till en strid, alla sina trupper till anfall och utbad sig hjälp av grannkårerna. Slaget vanns. Med sin armékår deltog han vidare i slaget vid Sedan och i inneslutningen av Paris, varvid han hade en svår strid att utkämpa vid avslåendet av det stora utfallet den 19 januari 1871. von Kirchbach blev 1880 greve och lämnade 1881 krigstjänsten.